# سدات آرتوچ
سدات آرتوچ (ترکی استانبولی: Sedat Artuç؛ زادهٔ ۹ ژوئن ۱۹۷۶) وزنه‌بردار اهل ترکیه است.
وی در مسابقات کشوری و بین‌المللی در مجموع برندهٔ ۳ مدال طلا، ۴ مدال نقره، ۲ مدال برنز شده‌است.